# Tourterelle à tête grise
Streptopelia tranquebarica
Espèce
Statut de conservation UICN

 LC  : Préoccupation mineure
La Tourterelle à tête grise (Streptopelia tranquebarica (Hermann, 1804)) est une espèce d'oiseau appartenant à la famille des Columbidae. Elle est aussi appelée Tourterelle naine de Birmanie ou Tourterelle rouge à collier.

## Description
Cet oiseau mesure 21 à 25 cm de long, il est donc le plus petit représentant du genre Streptopelia. Sa masse est d'environ 100 g. La queue est relativement courte (seulement 8 cm) mais les ailes sont relativement longues.

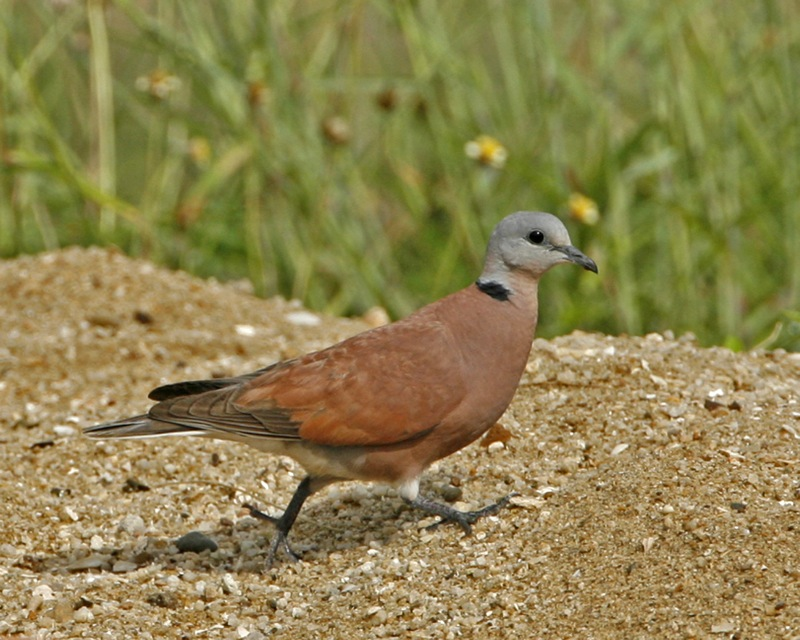
Tourterelle rouge à collier, Singapour

La tête et le cou sont gris. La nuque arbore un demi-collier noir finement liseré de noir sur la bordure supérieure. Le manteau et les couvertures alaires sont brun rouge. Les couvertures primaires et les rémiges sont noirâtres.